# Evald Chrispin Kropp
Evald Chrispin Kropp, född 30 juli 1859 i Haraker, död 16 september 1918 i Eskilstuna var en svensk knivsmed och riksdagspolitiker (socialdemokrat).
Kropp var ledamot av riksdagens andra kammare 1906–1920, fram till 1911 invald i Eskilstuna stads valkrets och därefter invald i Södermanlands läns norra valkrets.